# Mississippi Delta Railroad (2001)
Unter dem Namen Mississippi Delta Railroad betrieb die C&J Railroad von 2001 bis Februar 2019 Schienengüterverkehr und kommunale Eisenbahninfrastruktur im Nordwesten des US-Bundesstaats Mississippi. Die als switching railroad klassifizierte  Mississippi Delta Railroad mit dem AAR-reporting mark MD war eine nach dem Doing business as-Schema eingetragene Firma. 
Von 1985 bis 2001 hatte die Gulf & Ohio Railways mit einer separaten, ebenfalls unter dem Namen Mississippi Delta Railroad agierenden Gesellschaft dieselben Bahnstrecken betrieben. Ab März 2019 war dort die Chicago, Rock Island and Pacific Railroad tätig.

## Geschichte
In der Mississippi-Delta-Region, der Schwemmebene zwischen den Flüssen Mississippi, Tallahatchie und Yazoo, existierten Mitte der 1980er-Jahre westlich der von Memphis nach Greenwood (und weiter nach Jackson) führenden Hauptverbindung der Illinois Central Gulf Railroad (ICG) noch etwa 95 km Nebenstrecken um Clarksdale, die in Swan Lake bei Glendora mit der Hauptstrecke verbunden waren. Seit 31. Dezember 1985 erbrachte die Mississippi Delta Railroad der Gulf & Ohio Railways dort den Güterverkehr. In den 1990er-Jahren sank das Frachtaufkommen jedoch massiv, als Archer Daniels Midland (ADM) 1997 seine Sojaölmühle in Clarksdale schloss, die bisher für etwa 60 % des Umsatzes gesorgt hatte. Gulf & Ohio kündigte daher im Juni 1998 an, sich als Betreiber zurückziehen zu wollen. Die Canadian National Railway (CN), inzwischen Eigentümer der Illinois Central (Gulf) Railroad, deutete ihrerseits an, den Betrieb nicht wieder selbst zu übernehmen. Die drei Eigentümer der verschiedenen Streckenabschnitte, die MSDR und das Coahoma County, in dem ein Großteil der Strecken liegt, vereinbarten daraufhin die Übernahme der Infrastruktur durch das County für etwa 1,2 Millionen Dollar. Zudem wurde die fortgesetzte Betriebsführung durch die MSDR der Gulf & Ohio bis zum 30. Juni 2001 festgeschrieben, um die Bedienung der verbliebenen Kunden bis zur Festlegung eines neuen Betreibers zu sichern.
Da das County bis Ende des Jahres 2000 jedoch keinen Betreiber für eine öffentliche Infrastruktur (common carrier) fand, wurde die Betriebsführung mit Ausnahme der ersten rund 400 Meter bei Swan Lake nun als nichtöffentlich (non-common carrier, contract service) eingestuft. Für diese vereinfachte Form fand sich mit der 1991 in Jeffersonville gegründeten C&J Railroad des Unternehmers Reggie Howell ein Interessent. C&J registrierte die Firma Mississippi Delta Railroad (d/b/a) in Clarksdale und mietete mit dieser ab 1. Juli 2001 die Gleisanlagen des Coahoma Countys. Der Antrag auf Anmietung und Betrieb der 400 Meter öffentlicher Eisenbahninfrastruktur bei Swan Lake, die zum Übergang in das CN-Netz zwingend nötig sind, wurde allerdings erst am 7. April 2005 gestellt und am 27. April rückwirkend zum 15. April 2005 genehmigt.
Die Vermietung der County-eigenen Infrastruktur an die C&J Railroad wurde zum 8. Februar 2019 beendet. Nachfolgemieter und -betreiber wurde zum 1. März 2019 die Chicago, Rock Island and Pacific Railroad. Die Mississippi Delta Railroad-Filiale der C&J Railroad in Clarksdale existierte jedoch im April 2020 nach wie vor als Firma.

## Infrastruktur
Die Mississippi Delta Railroad (MD) der C&J Railroad betrieb Bahnstrecken mit einer Gesamtlänge von etwa 95 km, die vom Coahoma County an die MD vermietet wurden. Der Abschnitt von Lula über Coahoma, Lyon und Clarksdale nach Dolan ist Teil einer früheren, durch die Louisville, New Orleans and Texas Railway erbauten Verbindung zwischen New Orleans, Vicksburg und Memphis, deren Fortführung nördlich von Lula bzw. südlich von Dolan nicht mehr existiert. Die Strecke von Clarksdale über Sumner nach Swan Lake war als Nebenbahn trassiert worden. In Clarksdale sind beide Strecken durch ein Gleisdreieck verbunden, in dessen Mitte ein kleines Depot zur Fahrzeugwartung bestand. Gleisdreieck und Depot befanden sich wiederum inmitten ausgedehnter Bahnhofsanlagen. Die MSDR betrieb ferner die Strecke der Delta Oil Mill von Lula nach Jonestown. In Lula waren beide Strecken über eine doppelte Spitzkehre verknüpft.

## Verkehr
Der Vorgängerbetreiber, die MSDR der G&O, hatte im Jahr 2000 nur noch 296 Güterwagen befördert. Die MD der C&J Railroad befuhr die gemieteten Strecken sporadisch im Güterverkehr, vor allem um langfristig abzustellende Güterwagen auf verschiedene Abstellgleise zu verteilen. Zudem wurden Baumaterial und Propangas befördert. Der Übergang in das amerikanische Güterverkehrsnetz erfolgte über die Canadian National Railway in Swan Lake.
Zu Veranstaltungen wie den jährlichen Blues-Veranstaltungen Juke Joint Festival und Sunflower River Blues and Gospel Festival sowie für geschlossene Gesellschaften wurden ab 2010 zudem Reisesonderzüge angeboten, meist auf dem Abschnitt zwischen Clarksdale und dem etwa fünf Kilometer Richtung Tutwiler gelegenen Weiler Hopson. Dazu stand ein offener Personenwagen zur Verfügung.

## Fahrzeuge
Bei der Betriebsaufnahme stand der Mississippi Delta Railroad (MD) der C&J Railroad eine vom Vorgängerbetreiber übernommene EMD GP9-Diesellokomotive (Betriebsnummer 6226) zur Verfügung. 2010 wurde diese Maschine durch zwei zuvor durch die Columbus and Greenville Railway eingesetzte CF7-Diesellokomotiven (Nummern 802 und 803) ergänzt bzw. ersetzt. Zudem waren einzelne Güterwagen bei der MD registriert.